# جورج سكوت (لاعب كرة قدم بريطاني)
جورج سكوت (بالإنجليزية: George Scott)‏ (14 أغسطس 1904 في المملكة المتحدة - ) هو لاعب كرة قدم بريطاني في مركز الهجوم. لعب مع نادي غيلينغهام ونيوكاسل يونايتد ونادي ساوث شيلدز ‏.